# Mírame a los ojos (canción)
Mírame a los ojos es una canción cantada por el grupo mexicano Onda Vaselina (hoy OV7), incluida en su disco Entrega total (1997). Esta canción fue lanzada como el sencillo principal del CD para marzo del año 1997.

## Video musical
Los integrantes de Onda Vaselina están en antro con un look rebelde. Otra parte del video a fuera de un edificio estaban vestidos de blanco.

## Otros datos
La canción fue utilizada como publicidad para un comercial de agua en donde la agrupación aparece cantando y bailando una coreógrafia de la canción, pero esta vez cambiando algunas letra de la canción.

## Lista de canciones
- Promo CD[6][7]

| N.º | Título              | Duración |  |
| 1.  | «Mírame a los ojos» | 4:22     |  |